# Червоний пенні

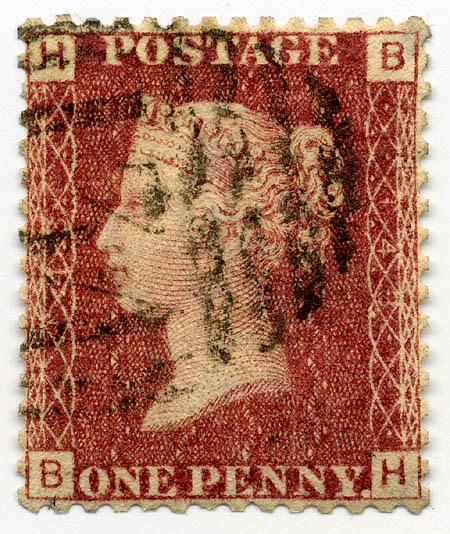
Перфорований червоний пенні з літерами в чотирьох кутах і табличкою 148, тому надрукований 1871 року або пізніше

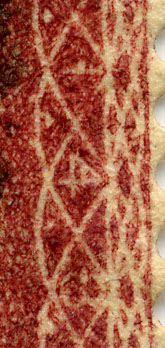
Номер таблички, у цьому випадку 148, можна знайти на полях марки.

Червоний пенні (англ. Penny Red) — поштова марка Великої Британії, випущена в 1841 році. Вона прийшла на зміну марці чорний пенні і залишалася основним типом поштової марки у Сполученому Королівстві Великої Британії та Ірландії до 1879 року, лише з незначними змінами в дизайні протягом цього часу. Колір було змінено з чорного на червоний через те, що знак гашення на чорного пенні було важко побачити; чорний знак гашення було добре видно на червоному пенні.

## Історія
Спочатку ті самі пластини, що використовувалися для друку чорного пенні, використовувалися для друку червоного пенні. Близько 21 мільярда червоних пенні було надруковано Perkins, Bacon & Co. Марки були надруковані аркушами по 240 (20 рядів по 12 марок), тому один ряд коштував 1 шилінг, а повний аркуш — один фунт. Ця конфігурація з 240 марок на аркуші зберігалася з усіма малоцінними британськими поштовими марками, випущеними до децималізації в 1971 році, коли розмір аркуша було змінено на 200 (20 рядів по 10 марок), що зробило номінал найнижчої вартості (половину нового пенні) одним фунтом. на аркуш. Аркуші не мали перфорації, і марки доводилося вирізати з аркуша за допомогою ножиць, як у випадку з чорним пенні й ранніми тиражами синього двопенсовика.
Кожна марка мала унікальні літери AA, AB тощо в нижніх кутах, щоб можна було визначити її місце на пластині: 
| AA | AB | AC | AD | AE | AF | AG | AH | AI | AJ | AK | AL |
| BA | BB | BC | BD | BE | BF | BG | BH | BI | BJ | BK | BL |
| •  | •  | •  | •  | •  | •  | •  | •  | •  | •  | •  | •  |
| •  | •  | •  | •  | •  | •  | •  | •  | •  | •  | •  | •  |
| •  | •  | •  | •  | •  | •  | •  | •  | •  | •  | •  | •  |
| SA | SB | SC | SD | SE | SF | SG | SH | SI | SJ | SK | SL |
| TA | TB | TC | TD | TE | TF | TG | TH | TI | TJ | TK | TL |
Верхні кути займали зірочки.
Перфорація на експериментальній марці 16-го калібру вперше з'явилася в 1850 році, а офіційно була прийнята в 1854 році, також на марці 16-го калібру. Експериментальний випуск з перфорацією можна відрізнити від загального випуску, оскільки остання була нанесена на марку, яка використовувала інший тип алфавіту для ідентифікаційних літер. У січні 1855 року розмір перфорації було змінено з 16 на 14, оскільки виявилося, що аркуші занадто легко роз'єднуються; зменшений розмір дозволяв аркушам залишатися цілими доти, доки не буде застосовано тиск, щоб примусити їх роз'єднатися. Верхні кути кожної марки тепер були зайняті тими самими ідентифікаційними літерами у зворотному порядку.

## Табличні номери
1 квітня 1864 року марка була випущена з номером пластини, вигравіруваним на малюнку, на лівому та правому боках мережива. У цей час зірки у верхніх кутах також були замінені такими ж контрольними літерами, як і в нижніх кутах, але у зворотному порядку.
Через знос понад 400 різних пластин було використано для друку червоного пенні. Для паперу використовувалися два різні основні водяні знаки: маленька корона (на перших випусках) і велика корона, введені 15 травня 1855 року. Перші марки, надруковані на великому папері з водяним знаком корони, мали дві маленькі вертикальні лінії в центральній частині корони. Пізніші друковані видання показали перероблений водяний знак, на якому немає цих центральних ліній.
Марки з деяких окремих номерів пластин, таких як пластина 77, дуже рідкісні, і у 2016 році екземпляр з цієї пластини був проданий на аукціоні за 495 000 фунтів стерлінгів.

## Вилучення
Епоха червоного пенні підійшла до кінця в кінці 1879 року разом з контрактом Перкінса Бекона. Його замінив венеційський червоний пенні, надрукований De La Rue, який використовувався трохи більше року, перш ніж його змінив довгоживучий бузковий пенні. Відтоді марка стала користуватися попитом серед колекціонерів марок.

## Хронологія
- 10 лютого 1841 р. — перший випуск: колір 1d марки змінено з чорного на червоно-коричневий.[6]
- 24 лютого 1854 р. — введено перфорації 16.[7]
- Січень 1855[8] — розмір перфорації змінено з 16 на 14.
- 15 травня 1855[9] — водяний знак змінено з маленької корони на велику корону.
- 1858 — з'явилися літери в усіх чотирьох кутах, колір озерно-червоний[10]
- 1 квітня 1864 р. — наявні літери в усіх чотирьох кутах і номер пластини, вигравіруваний на кожній марці, починаючи з пластини 71 і далі.[2]
- 27 жовтня 1879 р. — остання пластина (225) передана до друку.
- 3 грудня 1879 р. — контракт на друк червоного пенні офіційно закінчився.

### Цитування
1. ↑  1840 2d and 1841 2d a plating aid. Steven Allen British and Colonial Stamps. Архів оригіналу за 29 червня 2014. Процитовано 5 травня 2013. [Архівовано 2014-06-29 у Wayback Machine.]
2. 1 2  The Penny Red. The Penny Red Collector. Процитовано 31 жовтня 2013.
3. ↑  Stanley Gibbons Ltd, Specialised Stamp Catalogue Volume 1: Queen Victoria (8th ed. 1985) p. 207.
4. ↑  Classic British Stamps - the Penny Red Plate 77 Stamp. Collectors Club of Great Britain. 6 листопада 2012. Архів оригіналу за 19 березня 2018. Процитовано 11 березня 2016. [Архівовано 2018-03-19 у Wayback Machine.]
5. ↑  Collector gets ‘buzz’ after spending half a million pounds on stamp. Irish Times. 11 березня 2016. Процитовано 20 червня 2020.
6. ↑  SG7, Stanley Gibbons Stamp Catalogue, Commonwealth & British Empire Stamps 1840—1970, issued in 2009
7. ↑  SG17.
8. ↑  SG22.
9. ↑  SG26.
10. ↑  SG44.

### Загальна та цитована література
- Stanley Gibbons Ltd, Specialised Stamp Catalogue Volume 1: Queen Victoria
- J.B. Seymour & C. Gardiner-Hill The Postage Stamps of Great Britain Part 1 (Royal Philatelic Society London, 3rd. edition, 1967)
- W.R.D. Wiggins (Ed.) The Postage Stamps of Great Britain Part 2 (Royal Philatelic Society London, 2nd edition, 1962)